# Banda Sinfónica da Guarda Nacional Republicana
A Banda Sinfónica da Guarda Nacional Republicana MHIH é uma banda sinfónica portuguesa ligada Guarda Nacional Republicana baseada em Lisboa.
A 5 de Janeiro de 2006 foi feita Membro-Honorário da Ordem do Infante D. Henrique.